# باتريشيا هاردي
باتريشيا هاردي (بالإنجليزية: Patricia Hardy)‏ هي ممثلة أمريكية، ولدت في 23 ديسمبر 1931 في نيويورك في الولايات المتحدة، وتوفيت في 20 أغسطس 2011 بسبب سرطان القولون.

## وصلات خارجية
- باتريشيا هاردي على موقع IMDb (الإنجليزية)
- باتريشيا هاردي على موقع قاعدة بيانات الفيلم (الإنجليزية)